# 宮本文昭
宮本 文昭（みやもと ふみあき、1949年11月3日 - ）は、日本の元指揮者、元オーボエ奏者。元東京音楽大学教授。東京シティ・フィルハーモニック管弦楽団音楽監督を務めた。ジャパン・アーツ所属。

## 人物・来歴
東京都港区出身。桐朋女子高等学校音楽科（共学）卒業後、ドイツに渡り、北西ドイツ音楽アカデミー（現・デトモルト音楽大学）に学ぶ。エッセン市立交響楽団、フランクフルト放送交響楽団を経て、ケルン放送交響楽団首席オーボエ奏者を歴任。
桐朋女子高校では鈴木清三に師事し、ドイツではヘルムート・ヴィンシャーマンに師事した。
日本でのデビューは、1972年末に行った、クラリネットの村井祐児その他のグループでの室内楽演奏会。翌1973年夏に初のリサイタルを行い、その後、ドイツ在任中も頻繁に日本でのリサイタル、室内楽、ポップ・ライヴなどを続けた。サイトウ・キネン・オーケストラの主要メンバーでもあった。2000年以降、活動拠点を日本に移してからは、JTアートホールのプランナー、小澤征爾音楽塾の主要メンバーとして活動。
NHK朝の連続テレビ小説『あすか』のテーマ曲「風笛（かざぶえ）」の演奏や、東映映画「明日の記憶」のメインテーマ演奏のほか数々のCM曲の演奏、CM出演でも知られる。ソニークラシカル他より25枚以上のアルバムをリリースしており、その中にはヒーリングミュージック（イージーリスニング）に近いものも含まれる。純クラシック作品としてはモーツァルトのオーボエ協奏曲（イギリス室内管弦楽団）、リヒャルト・シュトラウスのオーボエ協奏曲（小澤征爾指揮）や、複数のソロ・アルバムがある。
CMでは、1989年、JT（日本たばこ産業）の「ピース・インターナショナル」のイメージキャラクターを務めた。その際、CM曲として「ボヘミアン・ダンス」（原曲は、ドビュッシー「ボヘミア舞曲」）、「メディテイション」（原曲は、マスネ「タイスの瞑想曲」）の演奏を手掛けた。
2000年4月に、東京音楽大学音楽部音楽科器楽専攻管・打楽器オーボエ教授に就任。主な門下生として荒絵理子、西沢澄博、鷹栖美恵子、吉村裕実など、主要オーケストラで首席奏者を務める者を輩出している。
2007年3月31日を最後にオーボエ奏者としての活動を終了した。その後、指揮者としての活動などを行っており、2012年4月より東京シティ・フィルハーモニック管弦楽団初代音楽監督に就任。
次女の宮本笑里とは、ヱビスビールのTVCMで親子共演をしている。また、心理学者の富田隆とは小学校時代からの友人で、トークショーなどで共演している。
2015年3月31日限りで指揮者としての活動を引退することを発表した。

### 家族・親族
- 父はテノール歌手の宮本正
- 次女はヴァイオリニストの宮本笑里[1]

## 著書
- オーボエとの「時間(とき)」（2007年4月、時事通信出版局）ISBN 978-4-7887-0758-0
- 疾風怒濤のクラシック案内(アスキー新書041)（2007年12月10日、アスキー）ISBN 978-4756150752
- 極上のオーケストラ鑑賞ガイド（2008年9月、草思社）ISBN 978-4794216663
- 宮本文昭の名曲斬り込み隊（2009年11月10日、五月書房）ISBN 978-4772704816

## CM出演
- 日本たばこ産業「ピース・インターナショナル」（1989年）
- サッポロビール「ヱビス<ザ・ホップ>」「グリーンベンチ篇」（2007年） - 娘・笑里と共演

## ラジオ出演
- ミュージックバード「宮本文昭のNEXTAGE」（2007年4月 - 2011年3月）レギュラー
- ミュージックバード「宮本文昭の音楽・雑学・人生楽」（2011年4月 - ）レギュラー

## テレビ出演
- さんま・玉緒のお年玉あんたの夢をかなえたろかスペシャル（2007年）
- タモリ倶楽部（不定期）主にクラシック関連のテーマで出演
  - 2011年4月23日 - 「フルトヴェングラー生誕125周年記念　クラシック名盤『(秘）音』鑑賞会」
  - 2013年5月4日 - 「昔のスーパースターもゴシップまみれ！？　クラシック作曲家のスキャンダルな素顔に迫る」
  - 2013年6月8日 - 「キッチンシンフォニー　名曲！家電音楽の夕べ」
  - 2014年3月29日 - 「春の重低音フェス2014　愛と哀しみのコントラバス大集合」
  - 2015年9月26日 - 「宮本文昭指揮者引退記念　指揮者殺しの名曲コンサート」